# Poręba
Poręba é um município da Polônia, na voivodia da Silésia e no condado de Zawiercie. Estende-se por uma área de 40,04 km², com 8 654 habitantes, segundo os censos de 2016, com uma densidade de 216,4 hab/km².